# Estación de Walden
Walden es una estación de la línea T3 del Trambaix. Está situada sobre la Carretera Reial al lado del singular edificio Walden de San Justo Desvern. Esta estación se inauguró el 5 de enero de 2006.
- Datos: Q8842343